# Coleophora corsicella
Coleophora corsicella é uma espécie de mariposa do gênero Coleophora pertencente à família Coleophoridae.